# 32 Jazz

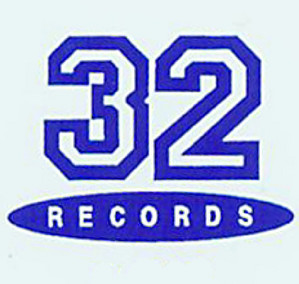
32 records

32 Jazz est un label d'une compagnie de disque indépendante, américaine.
- Artistes produits : 
  - Homesick James
  - Pat Martino (jazz, Footprints, 1972, etc.)
- Ré-édition et compilations:
  - Catalyst, groupe de jazz fusion des années 1970, dont les musiciens auront par la suite une carrière importante (Weather Report, etc.)
  - Groove Jammy: Rare Groove Classics from the Muse Catalog, 1998